# Dufourea (korstmos)
Dufourea is een geslacht van korstmossen behorend tot de familie Teloschistaceae. Dit geslacht is beschreven door de  Zweeds botanicus en arts Erik Acharius en voor het eerst in 1809 geldig gepubliceerd.

## Soorten
Volgens Index Fungorum telt het geslacht 22 soorten (peildatum december 2023):
| Soortnaam               | Auteur(s)                                               | Publicatiejaar |
| ----------------------- | ------------------------------------------------------- | -------------- |
| Dufourea africana       | (Almb.) Frödén, Arup & Søchting                         | 2013           |
| Dufourea alexanderbaai  | (S.Y. Kondr. & Kärnefelt) Frödén, Arup & Søchting       | 2013           |
| Dufourea angustata      | (S.Y. Kondr. & Kärnefelt) Frödén, Arup & Søchting       | 2013           |
| Dufourea australis      | (Zahlbr.) Frödén, Arup & Søchting                       | 2013           |
| Dufourea bonae-spei     | (S.Y. Kondr. & Kärnefelt) Frödén, Arup & Søchting       | 2013           |
| Dufourea capensis       | (Kärnefelt, Arup & L. Lindblom) Frödén, Arup & Søchting | 2013           |
| Dufourea dissectula     | (S.Y. Kondr. & Kärnefelt) Frödén, Arup & Søchting       | 2013           |
| Dufourea doidgeae       | (Eichenb., Aptroot & Honegger) Frödén, Arup & Søchting  | 2013           |
| Dufourea elixii         | (S.Y. Kondr. & Kärnefelt) Frödén, Arup & Søchting       | 2013           |
| Dufourea filsonii       | (Elix) Frödén, Arup & Søchting                          | 2013           |
| Dufourea flammea        | (L. f.) Ach.                                            | 1810           |
| Dufourea incavata       | (Stirt.) Frödén, Arup & Søchting                        | 2013           |
| Dufourea inflata        | (Eichenb., Aptroot & Honegger) Frödén, Arup & Søchting  | 2013           |
| Dufourea karrooensis    | (S.Y. Kondr. & Kärnefelt) Frödén, Arup & Søchting       | 2013           |
| Dufourea ligulata       | (Körb.) Frödén, Arup & Søchting                         | 2013           |
| Dufourea marlothii      | (Zahlbr.) Frödén, Arup & Søchting                       | 2013           |
| Dufourea ottolangei     | (S.Y. Kondr., V. Wirth & Kärnefelt) Wilk & Lücking      | 2021           |
| Dufourea physcioides    | A. Massal.                                              | 1861           |
| Dufourea sipmanii       | (S.Y. Kondr. & Kärnefelt) Frödén, Arup & Søchting       | 2013           |
| Dufourea streimannii    | (S.Y. Kondr. & Kärnefelt) Frödén, Arup & Søchting       | 2013           |
| Dufourea turbinata      | (Vain.) Frödén, Arup & Søchting                         | 2013           |
| Dufourea volkmarwirthii | (S.Y. Kondr.) Wilk & Lücking                            | 2021           |